# Lupita Tovar
Lupita Tovar, all'anagrafe Guadalupe Natalia Tovar (Matías Romero, 27 luglio 1910 – Los Angeles, 12 novembre 2016), è stata un'attrice messicana, conosciuta per la sua performance nella versione spagnola del film Drácula nel 1931.
È stata la protagonista della prima pellicola sonora del cinema messicano, Santa, tratta da un romanzo di Federico Gamboa.

## Biografia
Moglie del produttore Paul Kohner, era madre dell'attrice Susan Kohner e nonna degli attori e registi Chris e Paul Weitz. Nata nel 1910 a Matías Romero, nello Stato di Oaxaca, nel Messico meridionale, nel 1918 si trasferì a Città del Messico a causa del lavoro del padre, dirigente nelle Ferrocarriles Nacionales de México. Fu scoperta dal documentarista Robert J. Flaherty a Città del Messico e arrivò a Hollywood nel 1929, sottoscrivendo un contratto di sette anni con la Fox Film Corporation, con una paga di 150 dollari la settimana. Nel 1929 apparve con Bela Lugosi in The Veiled Woman (film che è andato perduto). Negli anni trenta ebbe il suo miglior periodo e conobbe attori come Douglas Fairbanks e Richard Barthelmess. 
Nel 1932 incontrò a Parigi Paul Kohner (1902-1988), produttore statunitense di origine ceca e di religione ebraica che sposò con rito ebraico il 30 ottobre in Cecoslovacchia a Teplice, nella casa dei genitori del marito. Dal matrimonio nacquero Pancho e Susan, divenuta anche lei attrice. Era stato proprio il marito a convincere Carl Laemmle Jr., produttore della Universal, a girare una doppia versione dei loro film per destinarli al pubblico ispanico: il sonoro era già stato introdotto ma non si parlava ancora di doppiaggio. In questo modo, la casa di produzione realizzò diverse pellicole, con la troupe spagnola che lavorava durante la notte seguendo però la stessa sceneggiatura e utilizzando gli stessi set del film girato in inglese. Uno dei film più famosi di questo periodo fu proprio Drácula, diretto da George Melford. 
L'anno seguente venne chiamata in Messico per essere la protagonista della prima pellicola sonora e sincronizzata, Santa, diretta da Antonio Moreno, storia di una ragazza di campagna che dopo essere stata sedotta da un militare diventa una prostituta. Il film ebbe da subito un enorme successo tanto che venne realizzato un francobollo celebrativo. Ebbe modo di partecipare ad altre pellicole sia negli USA che in Messico, ma già alla fine degli anni trenta si ritirò dalle scene per dedicarsi alla famiglia. Nel 2001 fu premiata dall'Academia Mexicana de Artes y Ciencias Cinematográficas e nel 2006 ricevette un premio dall'Academy of Motion Picture Arts and Sciences. Morì a Los Angeles il 12 novembre 2016, all'età di 106 anni.

## Filmografia parziale
- The Veiled Woman (The Veiled Woman), regia di Emmett J. Flynn (1929)
- Joy Street, regia di Raymond Cannon, (1929)
- I due rivali (The Cock-Eyed World), regia di Raoul Walsh (1929)
- La guardia nera (The Black Watch), regia di John Ford (1929)
- Drácula (Drácula), regia di George Melford (1931)
- Borneo selvaggio (East of Borneo), regia di George Melford (1931)
- Santa, regia di Antonio Moreno (1932)
- Carambola d'amore (The Invader - An Old Spanish Custom), regia di Adrian Brunel (1935)
- Captain Calamity, regia di John Reinhardt (1936)
- Inferno verde (Green Hell), regia di James Whale (1939)
- L'uomo del West (The Westerner), regia di William Wyler (1940)
- Two Gun Sheriff, regia di George Sherman (1940)